# Beatrix von Este

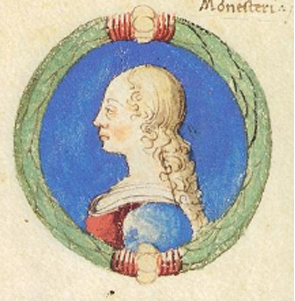
Beatrix von Este

Beatrix von Este (* 1215; † 1245) war durch ihre Ehe mit Andreas II. Königin von Ungarn.

## Leben
Beatrix von Este war die Tochter des Markgrafen Aldobrandino I. von Este (* 1190; † 1215). Früh verlor sie ihre Eltern und wurde am Hofe ihres Onkels Azzo VII. Graf von Este erzogen. Ihren (späteren) Mann lernte sie im Jahre 1233 kennen, als sich dieser auf einer Pilgerreise in Italien befand. Beatrix war eine sehr schöne und attraktive junge Frau, in welche sich der inzwischen in die Jahre gekommene König Hals über Kopf verliebte.
Nachdem die beiden ersten Ehefrauen des Königs, Gertrud von Andechs († 1213) und Jolante von Courtenay († 1233) gestorben waren, wurde Beatrix am 14. Mai 1234 mit dem fast vierzig Jahre älteren König Andreas II. in Ungarn verheiratet. Es handelte sich um eine glänzende Hochzeit, an welcher ein großer Teil des europäischen Hochadels teilnahmen. Die Trauung fand in der St. Mariä-Basilika von Stuhlweißenburg statt. Diesem Heiratsentschluss des Königs standen der Thronfolger (der spätere König Béla IV.) und dessen Geschwister ablehnend gegenüber.
Die Ehe dauerte nur kurze Zeit, da Andreas II. bereits nach 16 Monaten starb. Als Beatrix nach dem Tode des Königs erklärte, dass sie schwanger wäre, wurde sie von Béla IV. des Ehebruchs beschuldigt und bezichtigt, das Kind von einem Höfling empfangen zu haben. Sie wurde als Gefangene des Königs eingekerkert. Am Begräbnistag von Andreas II. erschien (in Auftrag Kaiser Friedrichs II.) eine kaiserliche Abordnung, die ihr die Flucht nach Deutschland ermöglichte. Sie kam nach Wehrda (das damals zu Thüringen gehörte) und gebar 1236 den Sohn Stephan Posthumus (* 1236; † 10. April 1271), den späteren Herzog von Slawonien, der erst nach dem Tod des Vaters zur Welt kam. Stephan Posthumus (ung. István) wurde später der Vater von Andreas III. dem letzten ungarischen König aus dem Hause der Arpaden.
Den ungarischen Königsthron erbte dessen älterer Halbbruder Béla IV. Die junge Witwe überlebte ihren Gemahl nur um zehn Jahre. Nach der Geburt zog sie sich nach Este zurück und aß das Gnadenbrot der Päpste. Sie starb 1245 in Kloster Gemola (bei Baone), das von ihrer Tante Beatrice I. d’Este gegründet worden war und wo sie auch beigesetzt wurde. Beatrix wurde nur 30 Jahre alt.

## Abstammungstafel
Azzo VI. d’Este (* 1170; † 18. November 1212)
1. Ehe im Jahre 1189 mit Elisa Sophia Aldobrandini  († 1192)
- Aldobrandino I. d'Este (* 1190; † 2. Oktober 1215) ⚭ ?
  - Beatrix d'Este (* 1215; † 1245), Königin von Ungarn ⚭ am 14. Mai 1234 mit Andreas II. von Ungarn
    - Stephan Posthumus (* 1236; † 1271), Herzog von Slavonien ⚭ (2. Ehe) mit Tomasina Morosini (* um 1250; † um 1300)
      - Andreas III. König von Ungarn (* um 1265; † 14. Januar 1301)

2. Ehe im Jahre 1192 mit Sophia von Savoyen (* 1165; † 1202)
- Beatrice I. d’Este (* 1192; † 10. Mai 1226) Äbtissin im Kloster Gemola

3. Ehe am 22. Februar 1204 mit Alice Chatillon (* 1180)
- Constanza
- Azzo VII. d’Este (* 1205, † 16. Februar 1264)

## Bericht aus derChronica deGestis Hungarorum(der Ungarischen Bilderchronik des Markus von Kált aus dem Jahre 1358)
Als König Andreas II., der Vater des Königs Bela IV. und des Fürsten Koloman, nach dem Tode oder richtiger: nach der Ermordung seiner ersten Frau, wie es oben erzählt wurde, im Auftrage der Kirche über das Meer in das Heilige Land zog, um das Grab des Herrn zurückzuerobern, siegte er dort glorreich und kehrte glücklich und in Ehren heim. Er kam dabei auch nach Italien. Es trug sich nun zu, daß er einmal auch dem Markgrafen von Este großartig bewirtet wurde. Der Markgraf wußte, daß der König verwitwet war; darum machte er seine wunderschöne und reich geschmückte Tochter mit dem König bekannt. Der König sah, daß das Mädchen schön war, und es gefiel seinen Augen, und da er ohnehin heiraten wollte, schloss er mit diesem Fräulein noch am selben Tage die Ehe und nahm es nach Ungarn mit.
Nach dem Tode des Königs Andreas wollte die Königin zu ihren Verwandten zurückkehren. Sie berief also die Großen des Königreiches Ungarn, die Erzbischöfe und Bischöfe, und sie zeigte ihnen offenbare Beweise dafür, daß sie gesegneten Leibes war, und so kehrte sie in ihr Land Este zurück. Dort gebar sie bei ihrem Vater einen Sohn, der in der Taufe den Namen Stephan erhielt.